# 龍騎士07
龍騎士07（竜騎士07，りゅうきしぜろなな，男性，1973年11月19日—），日本編劇、插畫家、小説家、漫画家，同人社團「07th Expansion」核心人物。千葉縣出生。

## 履歷

### 早年
對ACG興趣濃厚的龍騎士07在美術專業的學校學習，並製作同人誌。曾經受到劇團的委託創作了劇本《雛見澤車站》，在選拔中被淘汰。。
從美術專業學校畢業以後，夢想當一名遊戲製作人的龍騎士07將之作爲求職時的絕對重心，但是沒有被選中。只好在西裝專賣店工作，但不久后在之前參加的公務員考試之中取得内定，於是在數月后辭職，從事公務員的工作。

### 暮蟬鳴泣時
「07th Expansion」建立初期，主要工作是LeafTCG的原創卡片製作。後來和弟弟八咫樱開始製作《雛見澤車站》的改版和第一部視覺小説《暮蟬鳴泣時》。由于之前的经验，此时也可以自己担任「LeafTCG」原创卡片的原画工作。至于当时同时从事多项工作的原因，例如《暮蟬》之前负责“其他视觉小说的脚本”，以及中途放弃的某项插畫的工作，据称是因为计划混乱的原因。
《寒蟬》試玩版的公開后，成爲網路上的熱門話題，之後在《浮士德》文藝雜誌發表小説。現在從公務員的職位辭職，當全職作家。

### 海貓鳴泣時
「07th Expansion」的第二部視覺小説《海貓鳴泣時》，包括出題篇EP1~4、展開篇（散）EP5~8和番外篇（翼、羽）。已移植至PS3平臺。

## 插圖風格
他的插畫中的人物基本上都是頭部和身體變形，成爲圓圓的形狀，手指之間的縫隙往往也會省略掉，就像奶油麵包或是棒球手套一般。然而從委託完成的他的作品的Cosplay服裝的設計圖看來，他也能夠按照寫實的人體比例繪畫。另外，對於比起《寒蟬鳴泣之時》更平淡的《海貓鳴泣之時》的人物與繪畫設計，按照龍騎士07自己的話説，“這更接近于自己本來的畫風”。

## 其他
- 他的筆名龍騎士07中的07的來歷是源于《最終幻想V》的女主人公蕾娜·夏洛特的發音，《寒蝉鸣泣之时》裏登場的主人公龍宮蕾娜（龍宮禮奈）也是同理。而且“龍騎士”也是《最終幻想》這個遊戲中出現的角色職業的名稱。

- NHK的節目《全日本現場》（にっぽんの現場）在2005年12月27日的内容著重介紹了龍騎士07全家一起製作同人作品的事情。

## 主要作品

### 游戏劇本
- 寒蟬鳴泣之時系列　寒蟬鳴泣之時禮

在这系列作品中龙骑士07也担任了原画和指导的工作。分為「出題篇」和「解答篇」。
- 寒蟬黎明（暫譯）（ひぐらしデイブレイク，由Twilight開發的第三人稱射擊同人遊戲）

與Fan Disc《寒蟬鳴泣之時禮》同時發佈。
- 寒蟬鳴泣之時祭（PS2）

PS2版
- 寒蟬鳴泣之時絆（DS）

DS版
- 海貓鳴泣之時系列

繼承前作《寒蟬鳴泣之時》，使用全新世界觀的系列作品。分為「出題篇」和「展開篇」。
- 神隱之狼（PSP）

遊戲公司科樂美製作，由PEACH-PIT擔任人物設定，這是龍騎士07和PEACH-PIT初次合作的作品。
- Rewrite（此花 露西婭路線）

Visual Art's旗下遊戲公司Key的作品。
- 彼岸花綻放之夜
- Rewrite Harvest festa!（此花 露西婭路線）

Rewrite的Fan disc。
- Rose Guns Days
- 祝姬
- LOOPERS

Visual Art's旗下遊戲公司Key的作品。
- SILENT HILL f[4]

### 遊戲原案監督
- 神隱之狼

### 漫畫原作
- 寒蟬鳴泣之時 鬼曝編 （繪畫：鬼頭えん）
- 寒蟬鳴泣之時 現壞編 （繪畫`故事創作：鬼頭えん）
- 寒蟬鳴泣之時 心癒編（繪畫：影崎由那）

上述三作品皆由月刊Comp Ace（角川書店）連載。
- 寒蟬鳴泣之時 宵越編 （繪畫：みもり）

月刊GFantasy（史克威尔艾尼克斯）連載。
- 與怪談共舞，而你在樓梯上翩翩起舞（怪談と踊ろう、そしてあなたは階段で踊る）（繪畫：野沢ビーム）。
- 学校妖怪紀行〜葉〜（人物設計：西E田、繪畫：依澄れい）

Dragon Age Pure連載。
- 彼岸花盛開之夜（人物設計：西E田、繪畫：つのはず壱郎）

月刊Dragon Age連載。
- 收到戀愛後宮遊戲結束的通知之時（繪畫：緋賀由香理）

月刊少年天狼星連載，2016-2019年。

### 小説
- 與怪談共舞，而你在樓梯上翩翩起舞（怪談と踊ろう、そしてあなたは階段で踊る）（插圖：ともひ）

浮士德（ファウスト）Vol.6 side-A・side-B刊载
- 学校妖怪紀行 第八怪談募集中（插圖：西E田）

Dragon Age PureVol.3開始連載
- 維羅奇亞龍騎兵的故事（ヴェロキア竜騎兵物語）（插图：江草天仁）

少年アルケミスト連載
- 寒蟬鳴泣之時（插圖：ともひ）

讲谈社BOX發行
- 寒蟬鳴泣之時解（插图：ともひ）

讲谈社BOX發行
- 咖啡的谈话（コーヒーのお話）

潘多拉Vol.2 SIDE-A刊载
- 海貓鳴泣之時（插圖：ともひ）

讲谈社BOX發行

### 脚本
- 初回限定版「XXXHOLiC」 13卷 原創電視動畫CD

### 插圖
- 嬉皮笑园

負責繪畫17話的最後特邀插圖。
- 快盗天使双胞胎

負責繪畫一部分獎勵畫面。
- 神薙

在第二卷中與作者武梨绘里合作特邀插圖。

## 脚注
1. ↑  名字的讀法在其網站日誌的2008/08/28。年齡在講談社BOX的《寒蟬鳴泣之時 鬼隱篇·上》的小傳部分有記載，出生日期在寶島社的的第96頁記載。
2. 1 2  （日語）
3. ↑  （日語）商業★英雄的採訪（對龍騎士07的採訪） （页面存档备份，存于）
4. ↑  Silent Hill Official. .   [2022-10-21]. （原始内容存档于2022-12-31）.

## 外部連結
- 07th Expansion （页面存档备份，存于） 同人社團官方網站（日語）
- 對龍騎士07的採訪 （页面存档备份，存于）（日語）